# 火绳树小煤炱
火绳树小煤炱（学名：Meliola triplochitonis）是属于小煤炱目小煤炱科小煤炱属的一种真菌，寄生在火绳树上。该种分布于中国、加纳。